# Zenica
Zenica (en serbio cirílico: Зеница [zěnitsa]ⓘ) es una ciudad industrial de Bosnia. Localizada a unos 70 km al norte de la capital, Sarajevo. La componen étnicamente (con datos de 2004) un 83 % de bosnios musulmanes, un 10 % de croatas y un 6 % de serbobosnios.

## Demografía
| Gráfica de evolución de Zenica entre 1879 y 2013 |
|                                                  |

## Localidades
- Arnauti
- Banloz
- Bijele Vode (Zenica)
- Bistrica (Zenica)
- Bistrica Gornja
- Blatnica (Zenica)
- Briznik
- Bukovica (Zenica)
- Dobriljevo
- Donja Vraca
- Donji Čajdraš
- Drugavci
- Dusina
- Gladovići
- Gorica (Zenica)
- Gornja Gračanica
- Gornja Višnjica (Zenica)
- Gornja Vraca
- Gornja Zenica
- Gornji Čajdraš
- Gradina (Zenica)
- Gradišće (Zenica)
- Grm
- Gumanci
- Janjac
- Janjići
- Janjićki Vrh
- Jasika
- Jastrebac
- Jezera (Zenica)
- Jurjevići
- Kasapovići
- Klopački Vrh
- Kolići
- Koprivna (Zenica)
- Kovačići (Zenica)
- Kovanići
- Kozarci
- Kula (Zenica)
- Lašva (Zenica)
- Lijeske
- Ljubetovo
- Lokvine
- Loznik
- Mošćanica
- Mutnica
- Nemila
- Novo Selo (Zenica)
- Obrenovci
- Orahovica (Zenica)
- Osojnica
- Osredak (Zenica)
- Palinovići
- Pepelari
- Peševići
- Plahovići (Zenica)
- Plavčići
- Poca (Zenica)
- Pojske
- Ponihovo
- Ponirak
- Puhovac (Zenica)
- Putovići
- Putovičko Polje
- Radinovići
- Sebuja
- Šerići (Zenica)
- Šiblići
- Smajići
- Starina (Zenica)
- Stranjani
- Sviće
- Tišina
- Topčić Polje
- Trešnjeva Glava
- Vranduk
- Vranovići (Zenica)
- Vražale
- Vrhpolje
- Vukotići
- Zahići
- Živkovići